# Léon Walras
Marie-Ésprit Léon Walras (Évreux, Franciaország, 1834. december 16. – Clarens, ma: Montreux, Svájc, 1910. január 5.) francia közgazdász, a neoklasszikus közgazdaságtan, a marginalista forradalom egyik fő képviselője.

## Életpályája
Holland származású családban született, ezért kell vezetéknevét a francia kiejtés szabályaival ellentétben „válrász”-nak mondani. Apja, August Walras maga is közgazdász volt. Az ifjú Walras az irodalomra és matematikára szakosított gimnázium elvégzése után az École Politechnique-en akarta tanulmányait folytatni, de a felvételi vizsgát matematikából másodszori ismétlésre sem tudta letenni. Az École des Mines-t, melyre később felvették - mivel a mérnöki foglalkozás nem érdekelte -, nem fejezte be. Majd hosszú évekig szerkesztőként, vasúttársasági hivatalnokként, bankigazgatóként dolgozott, sőt egy időben regényírásból élt. Az 1860-70-es években fejtette ki gazdaságtani rendszerének főbb gondolatait. Mivel azt a szándékát, hogy Franciaországban egyetemi tanár lehessen, nem tudta megvalósítani, ezért 1870-ben Lausanne-ba ment és a politikai gazdaságtan újonnan létrehozott katedráját foglalta el, ahol az ún. lausanne-i iskola megalapítója lett.
Visszavonulásakor, 1892-ben székét egy hasonlóan híres közgazdász, elméleteinek továbbfejlesztője, Vilfredo Pareto foglalta el.

## Művei

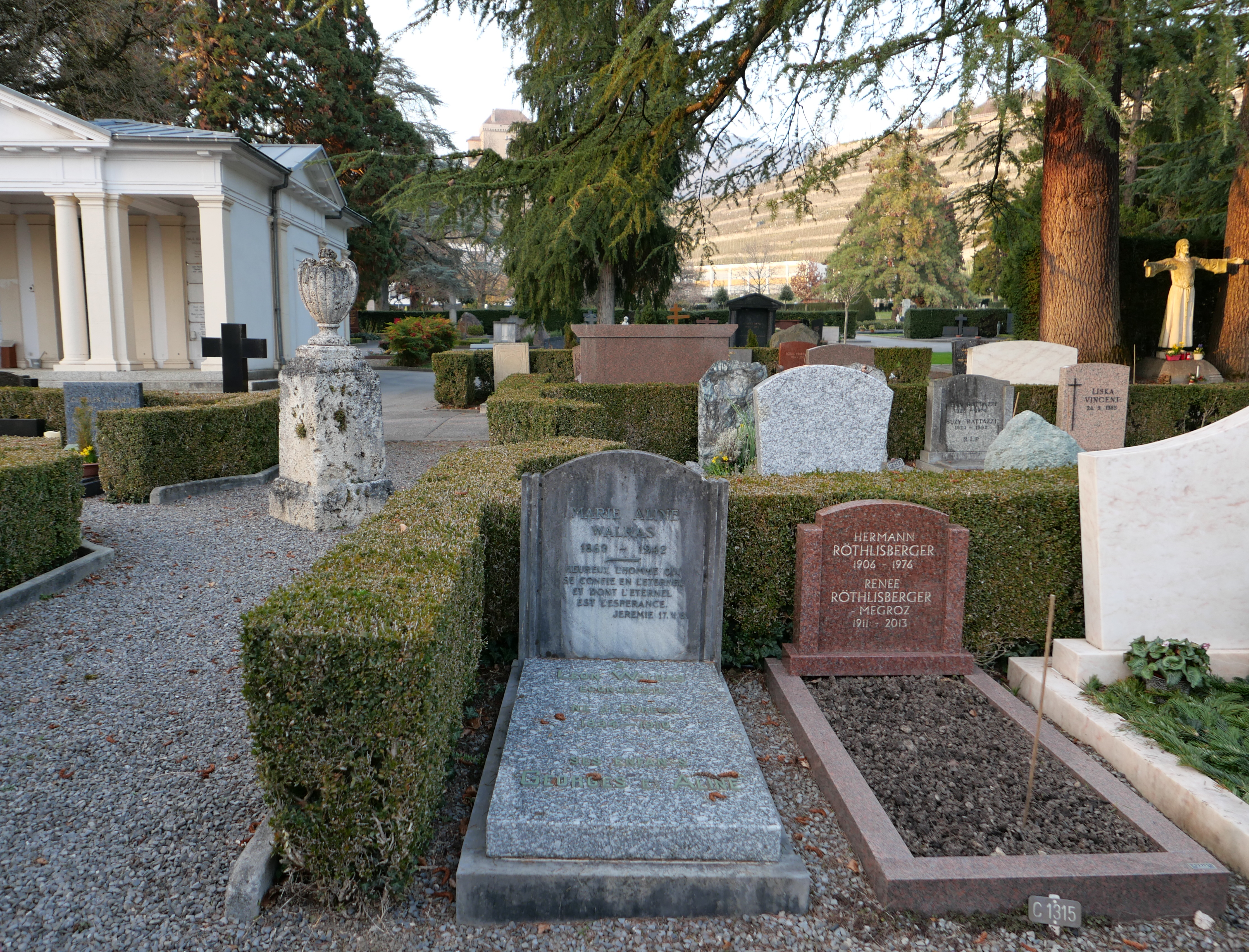
Walras és lánya, Marie Aline (1869-1942) sírja Clarens temetőjében a svájci Vaud kantonban.

Legfontosabb műve az 1874-ben megjelent A tiszta politikai gazdaságtan elemei, avagy a társadalmi gazdagság elmélete. (Élements d'économie politique pure; ou théorie de la richesse sociale.) Ebben fejtette ki általános egyensúlyelméletét: matematikai eszközökkel, a később róla elnevezett egyenletek segítségével vezette le, hogy tökéletes verseny mellett a keresleti és kínálati folyamatok minden piacon egyensúlyt eredményeznek. A marginalista forradalom más képviselőivel, William Stanley Jevonsszal és Carl Mengerrel nagyjából egy időben, de tőlük függetlenül vezette be a határhaszon fogalmát.
Az általános egyensúlyelmélet bírálói azzal érvelnek, hogy Walras eredményei nem a valóságra, hanem egy ideális helyzetre, a tökéletes verseny állapotára vonatkoznak. Az igazsághoz hozzátartozik, hogy maga Walras is csak a gazdaságtudomány egyik területeként kezelte az elméleti (vagy „tiszta”) közgazdaságtant – tervezte az Élements második és harmadik kötetének megírását, melyek az alkalmazott, illetve a társadalmi gazdaságtannal foglalkoztak volna. Ezeket nem tudta befejezni, de a témákkal kapcsolatos megállapításait más műveiben megjelentette.
Walras társadalmi és politikai nézetei azt tanúsítják, hogy liberális polgári reformátor volt, akinek a "társadalmi igazság" megvalósításáról meglehetősen naiv elképzelései voltak. Meg volt győződve arról, hogy a szabad árucsere nemcsak egyes államokban, hanem világméretben is biztosítja a maximális megelégedettséget. Ez a rendszer azonban csak akkor valósulhat meg, és csak akkor működhet, ha az összes közvetlen és közvetett adót és természetesen a vámokat is eltörlik. Az állami jövedelmek egyetlen forrását az államosított földtulajdonból származó bevételekben jelölte meg. Így lett Walras a kispolgári utópista agrárszocializmus lelkes hirdetője. Politikai naivitását szemlélteti az a tény, hogy élete végén, 1907-ben a Nobel-békedíjért folyamodott és jelöltségét azzal indokolta, hogy a béke abszolút feltétele a szabad árucseréről szóló tanításának kiterjesztése az összes államra.

### További fontos művei

Théorie mathématique de la richesse sociale, 1883

- A politikai gazdaságtan és a jog (L'Économie politique et la justice, 1860)
- A pénz elmélete (Théorie de la monnaie, 1886)
- Társadalmi gazdaságtani tanulmányok (Études d'économie sociale, 1896)
- Alkalmazott politikai gazdaságtani tanulmányok (Études d'économie politique appliquées, 1898)

## A Walras-törvény
A közgazdaságtanban fontos tudománytörténeti jelentőséggel bír.

## Lásd még
- Walrasi egyenletek
- Walras-törvény